# Raschera

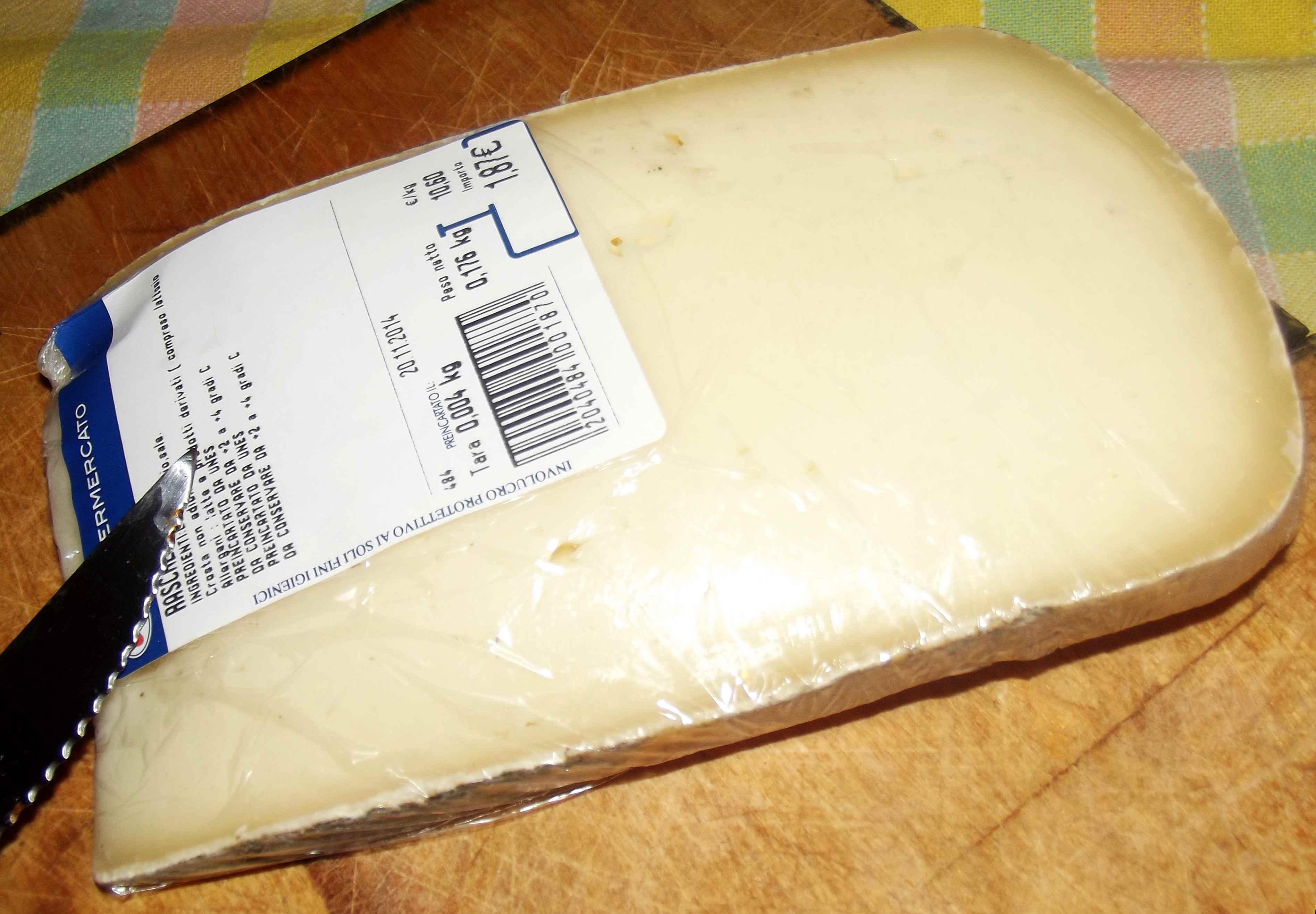
Una porció de raschera comprada al supermercat

El raschera és un formatge de tall italià a base de llet de vaca i amb un 32% de matèria grassa en l'extracte sec.

## Origen
Aquest formatge rep el seu nom del llac Raschera, al peu del Monte Mongioie (província de Cuneo, el Piemont), ja que originàriament es produïa en aquella zona (gràcies a la seua forma quadrada, resultava especialment adequat per al seu transport a lloms d'un ruc).

## Elaboració
La llet de vaca s'escalfa fins que assoleix entre 28 i 30 °C de temperatura i s'espesseeix amb quall (és permesa l'addició de llet d'ovella o de cabra). El formatger remou la massa quallada amb un estri similar a una espàtula. Una vegada que s'ha escorregut el sèrum de llet, la massa resultant s'introdueix en un drap i és premsada durant 10 minuts. La massa quallada es torna a esmicolar i és llastrada amb pesos durant un dia (forma rodona) o 5 dies (forma quadrada) dins el drap. Els formatges són salats en sec durant diversos dies i llurs superfícies són foradades perquè la sal hi pugui penetrar amb més facilitat. El període de maduració oscil·la entre 3 setmanes i 3 mesos.

## Característiques
Són rodes cilíndriques de 7-9 cm d'alçada, 35-40 cm de diàmetre i 7-9 kg de pes. També n'hi ha de quadrades, les quals fan 12-15 cm d'altura, 40 cm de longitud i 8-10 kg de pes. Posseeix una escorça llisa de color gris vermellós, que, de vegades, mostra taques grogues i vermelles (més pronunciades com més madur és el formatge). La pasta és entre blanca i de color ivori amb forats petits i irregulars. El seu sabor és suau, refinat i es torna una mica picant amb el pas del temps. Tot i així, el seu sabor canvia segons l'estació: els de primavera i estiu són més dolços i frescos, mentre que els d'hivern solen ésser més sòlids i vibrants.

## Observacions
És un bon formatge de taula i la seua versió madura és excel·lent servida amb polenta o fosa amb risottos i verdures. Per a acompanyar el raschera jove són adequats els vins blancs del Piemont (Cortese di Gavi, Arneis, etc.). Quan és més madur, els vins han d'ésser més intensos (com ara, un chardonnay madurat en bóta). També els vins negres amb tanins madurs (com el nebbiolo) s'adapten a la varietat d'aquest formatge més madura.